# Romulus CDP (Nueva York)
Romulus es un lugar designado por el censo ubicado en el condado de Seneca en el estado estadounidense de Nueva York. En el Censo de 2020 tenía una población de 356 habitantes y una densidad poblacional de 225,31 habitantes por km². Fue incluido como CDP en el censo de 2010.

## Geografía
Romulus se encuentra ubicado en las coordenadas 42°45′06″N 76°50′06″O / 42.75167, -76.83500. Según la Oficina del Censo de los Estados Unidos,  tiene una superficie total de 1,58 km², todos correspondientes a tierra firme.